# Bathurst
Bathurst é uma cidade no Planalto Central de Nova Gales do Sul, Austrália. Bathurst fica a cerca de 200 quilômetros (120 milhas) a oeste-noroeste de Sydney e é a sede do Conselho Regional de Bathurst. Bathurst é o assentamento interior mais antigo da Austrália e tinha uma população de 37 191 em junho de 2019.

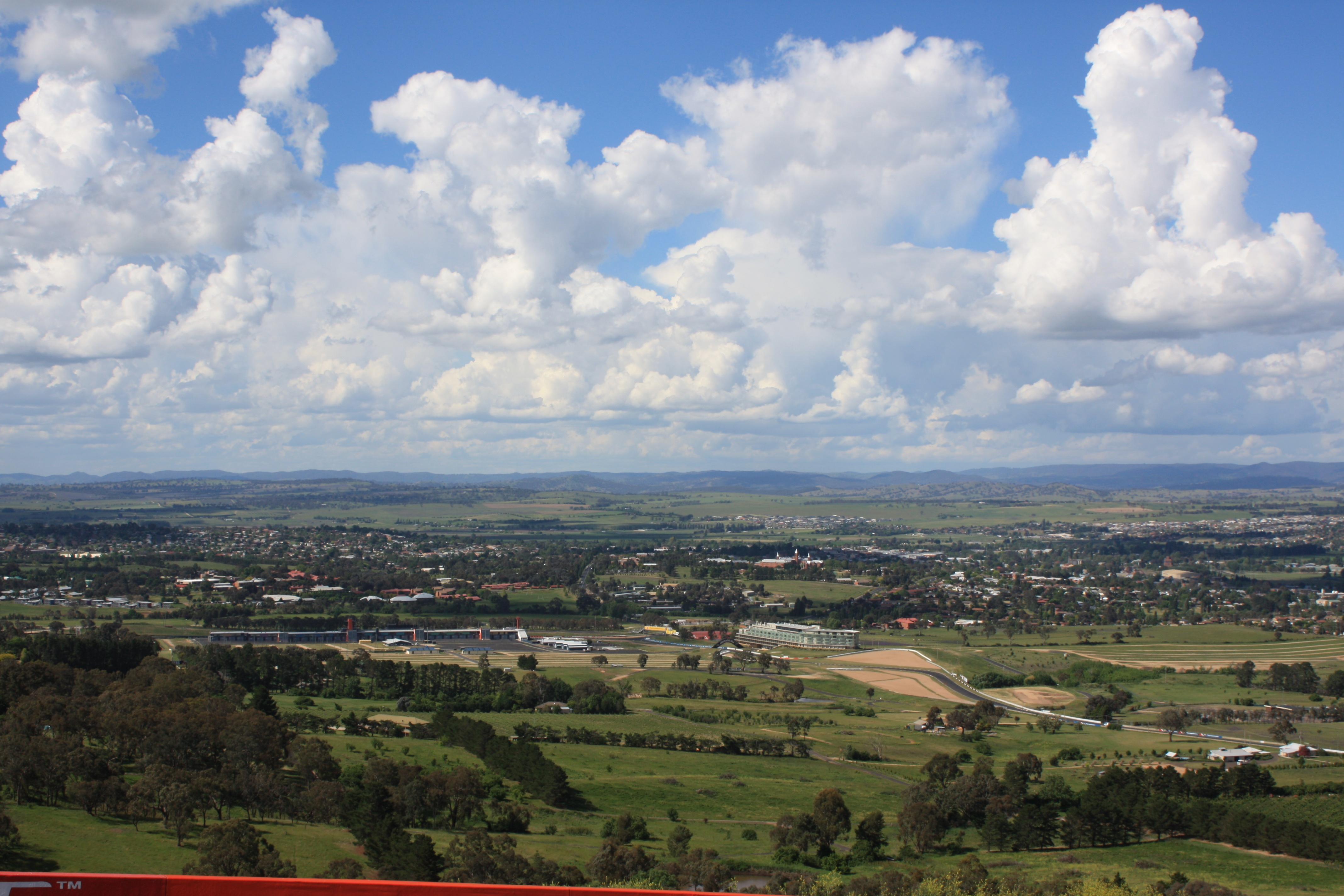
Bathurst e seus arredores do Monte Panorama

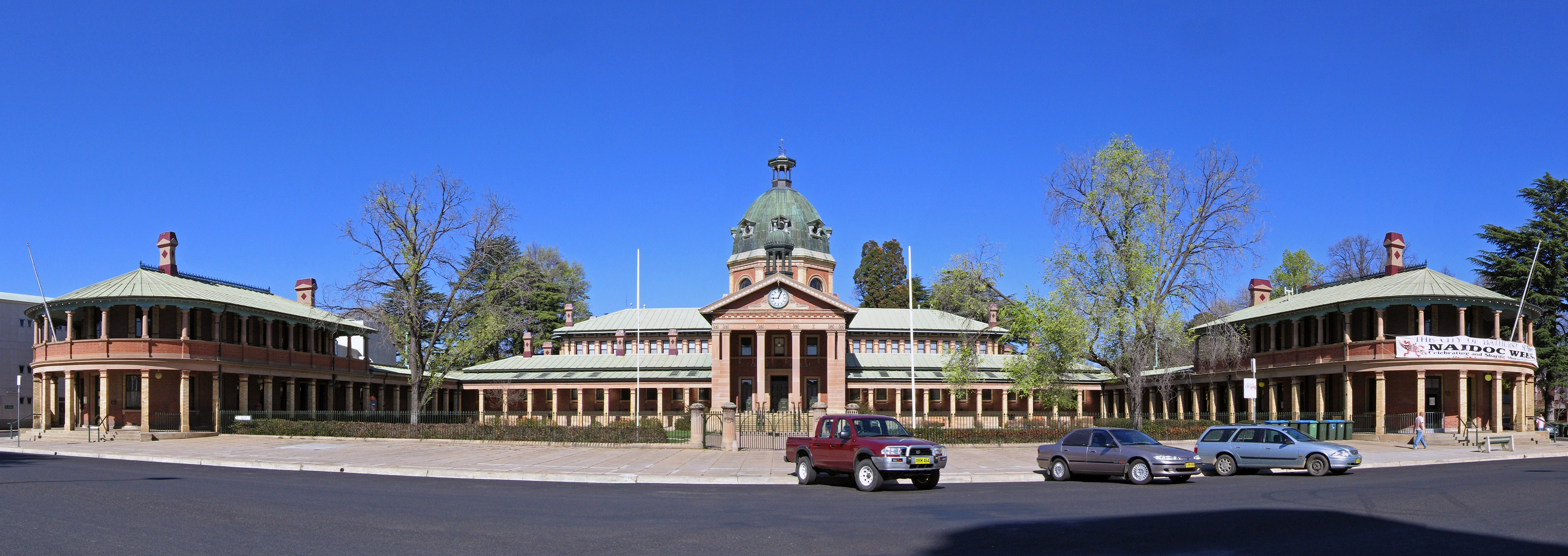
Palácio da Justiça, construído em 1880

Bathurst é muitas vezes referido como o País do Ouro, pois foi o local da primeira descoberta de ouro e onde a primeira corrida do ouro ocorreu na Austrália. Hoje, a educação, o turismo e a indústria impulsionam a economia. O autódromo internacionalmente conhecido Monte Panorama é um marco da cidade. Bathurst tem um centro histórico da cidade com muitos edifícios ornamentados remanescentes da corrida do ouro de Nova Gales do Sul em meados do século 19.
A idade média da população da cidade é de 35 anos; que é particularmente jovem para um centro regional (a mediana do estado é de 38), e está relacionado com o grande sector da educação na comunidade. A cidade teve um crescimento populacional moderado de 1,29% em média ano a ano ao longo dos cinco anos até 2019, tornando Bathurst a décima área urbana de crescimento mais rápido em Nova Gales do Sul fora de Sydney. Este crescimento nos últimos anos resultou no aumento do desenvolvimento urbano, incluindo recintos comerciais, instalações desportivas, conjuntos habitacionais e áreas industriais em expansão.